# コメディ・フランセーズ
コメディ・フランセーズ（仏: Comédie-Française）は、1680年に結成されたフランスを代表する王立の（後に国立の）劇団である。
また、その劇団が本拠とするパリ1区のパレ・ロワイヤルに建つ劇場の名称でもあり、テアトル・フランセ（仏: Théâtre-Français）とも呼ばれる。2008年現在、コメディ・フランセーズは、ほかに6区ヴュー・コロンビエ通りにあるヴュー・コロンビエ劇場と1区リヴォリ通りにあるステュディオ劇場の2つの劇場をもつ。

## 歴史

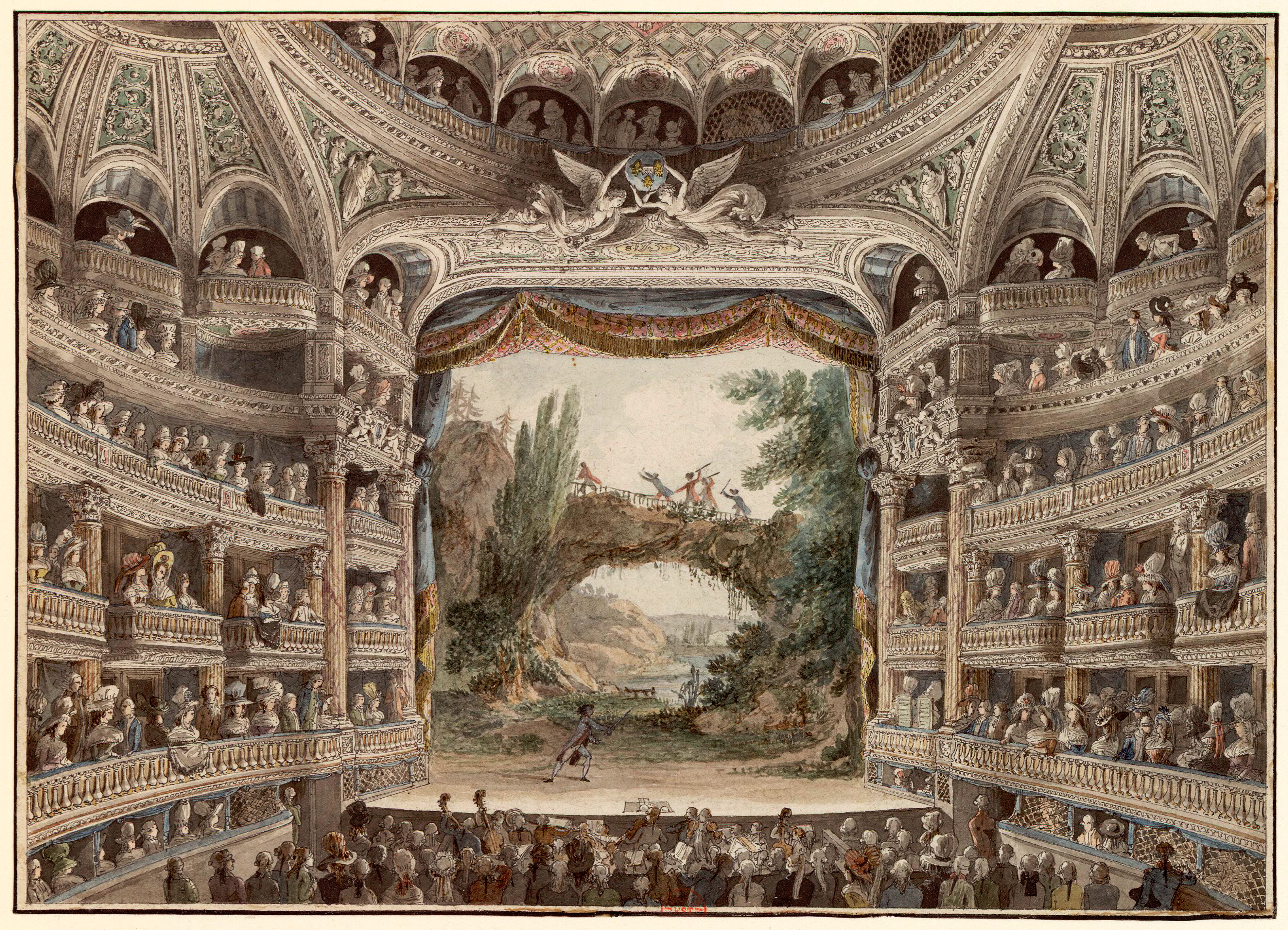
コメディ・フランセーズの内部（18世紀）

1680年8月18日、太陽王ルイ14世は、パリのゲネゴー劇団（Hôtel de Guénégaud）とブルゴーニュ劇団（Hôtel de Bourgogne）との統合を命じ、統合した王立コメディ・フランセーズ劇団が、8月26日、ゲネゴー劇場で初公演を行った。
- ゲネゴー座は、喜劇作家モリエール（1622 - 1673）の衣鉢を継ぐ劇団、一方のオテル・ド・ブルゴーニュは、悲劇を得意とした劇団であった。当時のパリでは、イタリア人俳優のコメディ＝イタリエンヌ劇団（Comédie-Italienne）も人気を集め、『フランセーズ』は、『イタリエンヌ』に対するものであった。
- コメディ・フランセーズは、「モリエール一座の系統」などの意味で、『モリエールの家』（La maison de Molière）とも呼ばれる。
- 『コメディ』は演劇、『コメディアン』は俳優の意であり、喜劇・喜劇人に限らぬことに注意。

劇団が本拠とした劇場の変遷を、次項に列記する。
初期には、ラシーヌの『アタリー』（1691年）、ボーマルシェの『セヴィリアの理髪師』（1770年）、同じく『フィガロの結婚』（1784年）などが当たりを取った。
1786年、オペラ座の王立歌唱学校に、演劇学校が増設され、1795年、それがコンセルヴァトワールに発展し、後進育成の体制が整った。
1789年、フランス革命の直前、劇団は『国民劇場』（Théâtre de nation）と改名し、1791年に革命派が脱退したあと、1793年、『平等劇場 マラー支部』（Théâtre de l'Égalité section Marat）を名乗り、1794年に閉鎖されたが、1799年、当時の本拠、オデオン座の炎上を機に、革命派とふたたび、パレ・ロワイヤルの現在地の劇場で、合体した。
1812年10月15日、遠征中のナポレオン皇帝が、コメディ・フランセーズの運営に関する『モスクワ勅令』を発し、劇団の帝室支配を確認した。しかし、1815年に復活したブルボン朝以降、劇団は演目の勅許独占権をしだいに失い、ほかの劇団と競うようになった。
1830年2月25日、ユーゴーの『エルナニ』の初演が、観客内の古典派とロマン派との論争を呼び、この『エルナニ事件』が、七月王政下で10余年間続いたロマン派隆盛の端緒となった。
1862年 - 1866年と1872年 - 1880年、サラ・ベルナールが在籍した。
1871年、普仏戦争に続くパリ・コミューンの時期は、劇場のロビーが救急病院となり、劇団はロンドンへ巡業した。
1882年、アンリ・ベック（Henry Becque）の『鴉の群れ』が、観客の憤激を呼んだ。
1914年8月、第一次世界大戦の勃発で、半年間休場した。
1936年、民間の劇団人ブールデ（Édouard Bourdet）が、レオン・ブルムの人民戦線政府に委嘱されて支配人となり、上演演目の決定権を得、在野のジャック・コポー、ルイ・ジューヴェ、シャルル・デュラン、ガストン・バティ（Gaston Baty）を、客員演出家に迎えた。そして、ナチスに占領されるまでの期間、彼らによる古典・旧作の新演出が、多く上演された。
第二次世界大戦勃発後の1940年2月、ブールデが輪禍に遭い、5月、ジャック・コポーが支配人代理となった。ジャン＝ルイ・バローが加入し、演出にも参加した（1946年まで）。1941年1月、コポーはドイツ占領軍に罷免された。
1944年7月、パリ解放の市民戦のときは、いちじ閉鎖して看護施設を設けた。
1946年2月、オデオン座を第2劇場とし、第1劇場を『リシュリュー館』（Salle Richelieu）、第2劇場を『リュクサンブール館』（Salle Luxembourg）と呼び分けた。前者は古典、後者は新作と、演目を区分した。この体制は、1959年に文化情報相アンドレ・マルローが、オデオン座を『ルノー＝バロー劇団』（la troupe Renaud-Barrault）に委ねるまで続いた。
1971年、オデオン座を、ふたたび傘下としたが、1983年以降、同座はしだいに『欧州共同体のための劇場』的な色彩を濃くした。
1988年、ヴィユ・コロンビエ劇場を第2劇場、1993年、ステュディオ劇場（Studio-Théâtre）を第3劇場とした。
1930年代以降、しばしば海外公演を行い、日本にも1962年、1965年、1976年、1988年に、来演した。

## 本拠の変遷

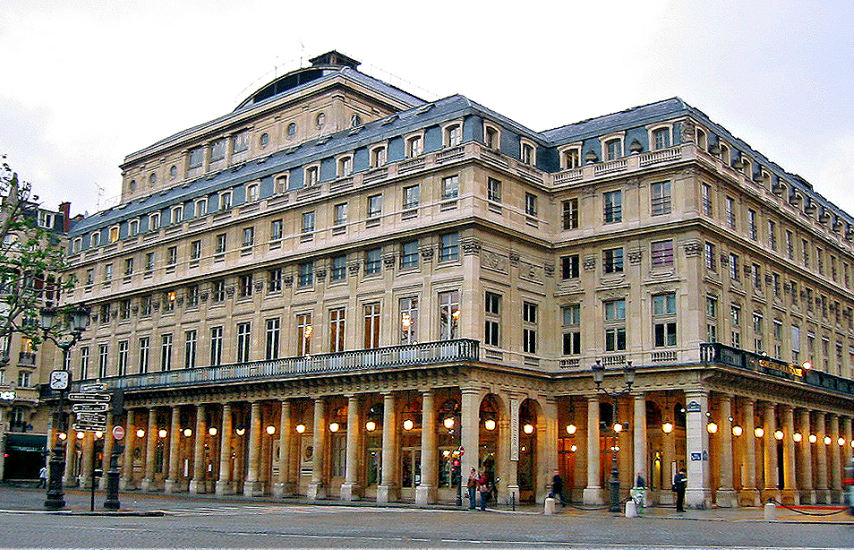
オペラ大通りからの眺め

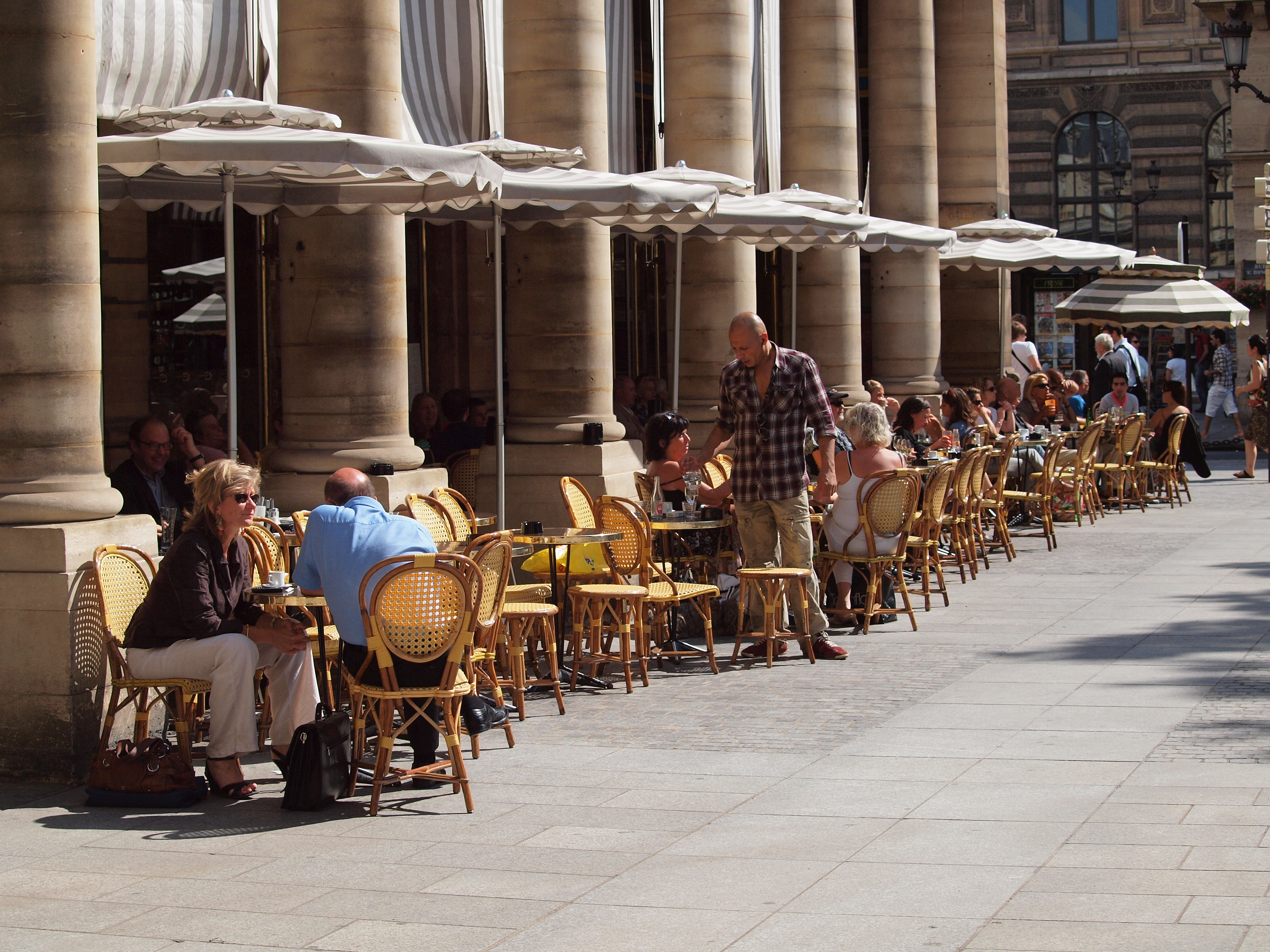
コメディ・フランセーズ前コレット広場側のカフェ

- 1680年 - 1687年：ゲネゴー劇場（3区、rue des Archives 60番地にあった）
- 1687年 - 1770年：サン＝ジェルマン（サン＝ジェルマン＝デ＝プレ）のジュ・ド・ポーム（jeu de paume）球技場（6区、rue de l'Ancienne-Comédie 14番地にあった）
- 1770年 - 1782年：サル・デ・マシーヌ（テュイルリー宮殿の東端にあった）
- 1782年 - 1794年：オデオン座（6区、rue du Vieux-Colombier 21番地）
- 1799年 - ：パレ・ロワイヤルのリシュリュー館（1区、リシュリュー通り (rue Richelieu) 2番地 / サントノーレ通り沿いコレット広場 (place Colette) / オペラ大通り (avenue de l'Opéra)）
- 1988年：フランス前衛演劇発祥のヴィユ・コロンビエ劇場（6区、rue du Vieux-Colombier 21番地）を、おもに現代劇を扱う第2劇場とし、1993年4月に開場した。
- 1996年：試演のための136席のステュディオ劇場（1区、rue de Rivoli 99番地）を開設し、第3劇場とした。
  - コメディ・フランセーズの「本丸」とも言うべきリシュリュー館は、オルレアン公ルイ・フィリップの劇場として1786年 - 1790年建設、1791年5月15日に開場し、1799年5月30日に『コメディ・フランセーズ』が入居した。その後たびたび修理・改良を重ね、観客席は、当初の約2000が現在は約890に減っている。

## 演目
レパートリーは約3000と言われる。古典に「当代もの」をまじえた300余年間の公演を集計して、多く上演された作家は、モリエール、ラシーヌ、コルネイユ、ミュッセ、マリヴォー（Marivaux）、フローラン・カートン・ダンクール（Florent Carton Dancourt）、ジャン・フランソワ・ルニャール（Jean-François Regnard ）、ヴォルテール、ボーマルシェ、ユーゴーであるという。
1680年 - 1799年に上演された演目は、外部のサイトに纏められている。
1800年以降に上演された戯曲の作者を、上のベスト・テンを省いて生年順に並べると、大約、つぎになる。
- ウィリアム・シェイクスピア（1564 - 1616）
- トリスタン・レルミット（1601 - 1655）
- ジャン・ロトルー（1609-1650）
- アラン・ルネ・ルサージュ（Alain-René Le Sage）（1668 - 1747）
- カルロ・ゴルドーニ（Carlo Goldoni）（1707 - 1793）
- ドゥニ・ディドロ（1713-1784）
- アレクサンドル・デュマ・ペール（1802 - 1870）
- ウジーヌ・ラビッシュ（Eugène Labiche）（1815 - 1888）
- フョードル・ドストエフスキー（1821 - 1881）
- ゴンクール兄弟（Edmond de Goncourt（1822 - 1896）& Jules de Goncourt（1830 - 1870）)
- モーリス・ジョリー（Maurice Joly）（1829 - 1878）
- ヴイクトリアン・サルドゥ（Victorien Sardou）（1831 - 1908）
- アンリ・ベック（Henry Becque）（1837 - 1899）
- オクターヴ・ミルボー（1848 - 1917）
- ヨハン・アウグスト・ストリンドベリ（1849 - 1912）
- ポール・エルヴィユー（Paul Hervieu）（1857 - 1915）
- ジョルジュ・クールトリーヌ（Georges Courteline）（1858 - 1929）
- アンリ・ラヴダン（Henri Lavedan）（1859 - 1940）
- モーリス・ドネー（Maurice Donnay）（1859 - 1945）
- アントン・チェーホフ（1860-1904）
- ジョルジュ・フェイドー（Georges Feydeau）（1862 - 1921）
- アルトゥル・シュニッツラー（1862-1931）
- モーリス・メーテルリンク（1862 - 1949）
- ルイジ・ピランデルロ（1867 - 1936）
- マクシム・ゴーリキー（1868 - 1936）
- ポール・クローデル（1868 - 1955）
- ガストン・アルマン・ド・カイヤヴェ（Gaston Caillavet）（1869 - 1915）
- ポール・ヴァレリー（1871 - 1945）
- ロベール・ド・フレール（Robert de Flers）（1872 - 1927）
- シャルル・ペギー（1873 - 1914）
- アンリ・ベルンスタン（Henri Bernstein）（1876 - 1953）
- ジェイムズ・ジョイス（1882-1941）
- ジャン・ジロドゥ（1882 - 1944）
- シャルル・ヴィルドラック（1882 - 1971）
- フランソワ・モーリアック（1885 - 1970）
- ジュール・ロマン（1885 - 1972）
- ポール・ジェラルディ（Paul Géraldy）（1885 - 1983）
- ジョルジュ・ベルナノス（Georges Bernanos）（1888-1948）
- ジャン・コクトー（1889 - 1963）
- アンドレ・オベイ（André Obey）（1892 - 1975）
- アンリ・ド・モンテルラン（Henri de Montherlant）（1895 - 1972）
- アントナン・アルトー（1896 - 1948）
- ジャン・サルマン（Jean Sarment）（1897 - 1976）
- ベルトルト・ブレヒト（1898 - 1956）
- ロジェ・ヴィトラック（Roger Vitrac）（1899 - 1952）
- ジャック・オーディベルティ（Jacques Audiberti）（1899 - 1965）
- アルマン・サラクルー（1899 - 1989）
- ニコライ・エルドマン（Nikolai Erdman）（1900-1970）
- ヴィトルド・ゴンブロヴィッチ（Witold Gombrowicz）（1904 - 1969）
- ウジェーヌ・イヨネスコ（1909 - 1994）
- ジャン・ジュネ（1910-1986）
- ジャン・アヌイ（Jean Anouilh）（1910 - 1987）
- アーサー・ミラー（1915 - 2005）
- ジャン＝クロード・ブリスヴィル（Jean-Claude Brisville）（1922 - 　）
- ジョン・オズボーン（John Osborne）（1929 - 1994）
- ハロルド・ピンター（1930-　）
- フェルナンド・アラバル（Fernando Arrabal）（1932 - 1955）
- ルネ・カリスキー（René Kalisky）（1936 - 1981）
- ジャン＝クロード・グランベール（Jean-Claude Grumberg）（1939 -　）
- ベルナール・ダ・コスタBernard Da Costa）（1939 - 　）
- ジャック＝ピエール・アメット（Jacques-Pierre Amette）（1943 - 　）
- デヴィッド・マメット（1947-　）
- ベルナール＝マリー・コルテス（Bernard-Marie Koltès）（1948 - 1989）
- クリスティーヌ・アルバネル（1955 - 　）

## 代々の責任者
英語版のウィキペディアに記事がある。
- コメディ･フランセーズの管理者（英文）

2006年より、コメディ・フランセーズ初の女性支配人、俳優出身のミュリエル・マイエット（Muriel Mayette、1964年-）が就任した。

## 参照
いろいろなウェブ情報のほか
- パトリック・ドゥヴォー（伊藤洋訳）、コメディ＝フランセーズ、文庫クセジュQ772、白水社（1995）　ISBN 978-4-560-05772-8
- 渡辺淳：パリ･開幕 劇場・映画館探訪、丸善ブックス072、丸善（株）（1998）ISBN 4-621-06072-4

## 評価
三島由紀夫は、「私は生れてから今までに見た数しれぬ舞台の中から、舞台美術といふ点で、最美のものを示せ、といはれたら、私はちうちよなく、一九六〇年冬のシーズンにパリで見たコメディ・フランセーズの「リュイ・ブラス」（ユーゴー作）をあげる。後にも先にも、私はあれほどに心を奪ふやうな舞台美術といふものに接したことがない」と述べている。